# Andrew Lauterstein
Andrew Lauterstein, né le 22 mai 1987 à Melbourne (Victoria), est un nageur australien.

## Palmarès

### Jeux olympiques
- Jeux olympiques 2008 à Pékin (Chine) :
  -  Médaille d'argent sur le relais 4 × 100 m quatre nages.
  -  Médaille de bronze au 100 m papillon.
  -  Médaille de bronze sur le relais 4 × 100 m nage libre.

### Championnats du monde
- Championnats du monde 2007 à Melbourne (Australie) :
  -  Médaille d'or sur le relais 4 × 100 mètres quatre nages.

- Championnats du monde 2009 à Rome (Italie) :
  -  Médaille de bronze sur le relais 4 × 100 mètres quatre nages.